# Felistál
Felistál (szlovákul Horný Štál) Alistál község településrésze Szlovákiában a Nagyszombati kerület Dunaszerdahelyi járásában.

## Fekvése
Dunaszerdahelytől 10 km-re délkeletre a Csallóközben fekszik, a mai Alistál község északi részét képezi.

## Nevének eredete
Nevét a hagyomány szerint az itteni királyi ménesek szálláshelyeiről az istállókról kapta.

## Története
A falu a 13. században keletkezett Alistál határában. Első említése 1291-ben "Faliztar" néven történt. A Bazini grófok birtoka volt.
Fényes Elek szerint "Felistál, magyar falu, Pozsony vmegyében, Szerdahelyhez 1 1/2 órányira: 21 kath., 31 evang., 104 ref., 7 zsidó lak. F. u. többen."
Pozsony vármegye monográfiája szerint "Felistál, a komárom–dunaszerdahelyi vasút mentén fekvő magyar kisközség, 42 házzal és 282, egyenlő részben róm. kath. és ev. ref. vallású lakossal. E község 1291-ben Faliztar néven Bazini Kozma comes birtoka. Egy évvel később Faristar néven szerepel, a mikor Bazini Pál comes, István fia Lászlónak adományozza. 1303-ban a birtok Faristári Károly és László comeseké. Később az éberhardi uradalomhoz tartozott és úgy ekkor, mint az 1553-iki portális összeírásban Filistál néven szerepel, a hol Serédy Gáspár 4, Mérey Mihály meg 3 portával rendelkezik. Templom nincs a községben, melynek postája Alistál, távírója és vasúti állomása pedig Felistál-Nyárasd."
A trianoni békeszerződésig Pozsony vármegye Dunaszerdahelyi járásához tartozott.

## Népessége
1910-ben 271, túlnyomórészt magyar lakosa volt.
2001-ben Alistál 1962 lakosából 1848 magyar és 106 szlovák volt.

## Külső hivatkozások
- Alistál község honlapja
- A Miestny Kanálon
- Községinfó
- Alistál Szlovákia térképén
- E-obce.sk Archiválva 2007. december 15-i dátummal a Wayback Machine-ben